# Mīzāb
Mīzāb (persiska: میزاب) är en ort i Iran.   Den ligger i delprovinsen (shahrestan) Marand och provinsen Östazarbaijan, i den nordvästra delen av landet, 600 km nordväst om huvudstaden Teheran. Mīzāb ligger 1 936 meter över havet och antalet invånare är 231.
Terrängen runt Mīzāb är huvudsakligen kuperad, men norrut är den bergig.Runt Mīzāb är det ganska tätbefolkat, med 70 invånare per kvadratkilometer. Närmaste större samhälle är Zonūz, 11,5 km söder om Mīzāb. Trakten runt Mīzāb består i huvudsak av gräsmarker.